# Доржиева, Бальжима
Бальжима Доржи́ева (1898 — 1983) — передовик советского сельского хозяйства, старший чабан колхоза «Коммунизм» Могойтуйского района Читинской области, Герой Социалистического Труда (1957). 

## Биография
Родилась в 1898 году в пади Зуун Шивия, на территории Зугалайского района Акшинского округа Забайкальской области, ныне Могойтуйского района Забайкальского края в бурятской семье крестьянина. С раннего детства трудилась в сельском хозяйстве. С 1940 по 1964 годы работала старшим чабаном в колхозе «Коммунизм» в селе Ушарбай Могойтуйского района Читинской области.
В начале 1930-х годов на территории Читинской области стала проводиться активная селекционная работа в овцеводстве. Основной упор был сделан на увеличение поголовья тонкорунного овцеводства. Бальжима Доржиева стала одним из авторов вывода и распространения тонкорунной породы забайкальской овцы. С 1943 года она участвовала в селекционной работе. Именно её отара носила статус экспериментальной базы селекционной работы. 
В 1946 году колхоз сформировал первую племенную отару овец в количестве 540 годов и управление было доверено Доржиевой. Ежегодно в этой отаре получали по 110-115 ягнят на 100 овцематок. В период с 1946 по 1960 годы показатели в отаре Доржиевой выросли значительно как по приплоду, так и по настригу шерсти от 1,9 до 6 килограммов на одну голову. 
За успехи в деле развития сельского хозяйства и получение высоких показателей по производству продуктов сельского хозяйства, Указом Президиума Верховного Совета СССР от 14 декабря 1957 года Бальжиме Доржиевой было присвоено звание Героя Социалистического Труда с вручением ордена Ленина и золотой медали «Серп и Молот».
В дальнейшем продолжала трудовую деятельность в колхозе.
Проживала в Могойтуйском районе Читинской области. Умерла в 1983 году.

## Награды
За трудовые успехи удостоена:
- золотая звезда «Серп и Молот» (14.12.1957),
- орден Ленина (14.12.1957),
- другие медали.

## Память
- В 1980-х годах в Агинском-Бурятском автономном округе учреждался приз имени Бальжимы Доржиевой за успехи в овцеводстве.
- На Аллее Героев в посёлке Агинское установлен бюст Герою Социалистического Труда Доржиевой Бальжиме.
- На здании музея сельского хозяйства в селе Ушарбай Могойтуйского района в 2017 году установлена мемориальная доска в память о заслуженном животноводе.